# Jerry Goossens
Jerry Goossens (Amsterdam, 1 augustus 1965) is een Nederlands journalist, columnist en schrijver.
Goossens werd bekend toen hij op de middelbare school in Zeist in de poppunk bands Pooh Sticks en Misselijk ging drummen. Hij was ook drummer in de Utrechtse rock bands Avengers, Beatle Hans and The Paisley Perverts en The Mighty Jackals. Na de middelbare school ging hij aan de School voor Journalistiek in Utrecht studeren (1986). Hij debuteerde in literaire zin in het tijdschrift Zoetermeer.
Na de School voor de Journalistiek (1990) werd hij poprecensent bij Het Parool. Al snel werd hij gevraagd voor de Nieuwe Revu, waar hij in 1998 adjunct-hoofdredacteur werd. Deze functie verloor hij alweer in 1999. Daarop ging hij aan de slag als columnist in het Utrechts Nieuwsblad, in september 2005 gefuseerd met het Algemeen Dagblad, en bij de tijdschriften AutoWeek en Esquire. Hij is een van de weinige door de Raad voor de Journalistiek veroordeelde columnisten.
Hij behoort tot de Utrechtse Mafia, het gezelschap jonge honden van het Utrechtse literaire wereldje uit de jaren 90, en wordt tot de Generatie Nix gerekend.
Goossens is sinds 1998 getrouwd met Danielle Serdijn. Ze hebben drie kinderen en wonen in Utrecht.

## Boeken
Goossens schreef de volgende boeken:
- De lokroep van de mossel (1994)
- Popmuziek: over Bebopalula en Lollapalooza (1994)
- Het gejuich was massaal: punk in Nederland 1976-1982 (1996) (samen met Jeroen Vedder)
- De Siamese eenling (1998)
- Berekuil: Goossens incompleet (2004)
- Autoboulevard Goossens (2006)
- Vreeland (2007)
- Tot bloed op het droge (2017)

## Voetnoten
1. ↑  Pooh Sticks
2. ↑  Adjunct Nieuwe Revu stapt op
3. ↑  X tegen M. Venderbosch, J. Goossens en de hoofdredacteur van het Utrechts Nieuwsblad. Gearchiveerd op 27 mei 2019.

- Digitale Bibliotheek voor de Nederlandse Letteren: goos004
- Gemeinsame Normdatei: 136970753
- International Standard Name Identifier: 0000 0000 4530 2337
- Library of Congress Control Number: n96089506
- Nederlandse Thesaurus van Auteursnamen: 117186163
- Système universitaire de documentation: 175079234
- Virtual International Authority File: 6664772
- WorldCat: E39PBJmtvPP4FBtBp8dfPY7mBP